# Earlsboro
Earlsboro és un poble dels Estats Units a l'estat d'Oklahoma. Segons el cens del 2000 tenia 633 habitants.

## Demografia
Segons el cens del 2000, Earlsboro tenia 633 habitants, 228 habitatges, i 183 famílies. La densitat de població era de 26,5 habitants per km².
Dels 228 habitatges en un 34,2% hi vivien nens de menys de 18 anys, en un 68% hi vivien parelles casades, en un 8,8% dones solteres, i en un 19,7% no eren unitats familiars. En el 18% dels habitatges hi vivien persones soles el 10,1% de les quals corresponia a persones de 65 anys o més que vivien soles. El nombre mitjà de persones vivint en cada habitatge era de 2,78 i el nombre mitjà de persones que vivien en cada família era de 3,13.
Per edats la població es repartia de la següent manera: un 25,8% tenia menys de 18 anys, un 11,1% entre 18 i 24, un 25,6% entre 25 i 44, un 23,1% de 45 a 60 i un 14,5% 65 anys o més.
L'edat mediana era de 37 anys. Per cada 100 dones de 18 o més anys hi havia 91,1 homes.
La renda mediana per habitatge era de 28.214 $ i la renda mediana per família de 32.396 $. Els homes tenien una renda mediana de 30.956 $ mentre que les dones 15.865 $. La renda per capita de la població era de 12.488 $. Entorn de l'11,3% de les famílies i el 12,6% de la població estaven per davall del llindar de pobresa.

## Poblacions més properes
El següent diagrama mostra les poblacions més properes.